# Salts als Jocs Olímpics d'estiu de 2012
Als Jocs Olímpics d'Estiu de 2012, realitzats a la ciutat de Londres (Anglaterra, Regne Unit), es disputaren vuit proves de salts, les mateixes que en l'edició anterior, quatre en categoria masculina i quatre en categoria femenina.
Les proves es realitzaren entre els dies 29 de juliol i l'11 d'agost a les instal·lacions de London Aquatics Centre.

## Comitès participants
Hi participaren un total de 57 saltadors, 29 homes i 30 dones, de 25 comitès nacionals diferents:
| - Alemanya (8) - Austràlia (10) - Bèlgica (2) - Brasil (3) - Canadà (9) | - Colòmbia (2) - Corea del Nord (3) - Corea del Sud (2) - Cuba (3) - Espanya (2) | - Estats Units (11) - França (5) - Grècia (1) - Hongria (2) - Itàlia (8) | - Japó (1) - Malàisia (9) - Mèxic (10) - Noruega (1) - Regne Unit (12) | - Rússia (7) - Suècia (2) - Ucraïna (9) - Veneçuela (3) - R.P. de la Xina (12) |

## Calendari
| P | Preliminars | ½ | Semifinal | F | Final |

| Data →                                      | 29 juliol | 30 juliol | 31 juliol | 1 agost | 3 agost | 4 agost | 5 agost | 6 agost | 7 agost | 7 agost | 8 agost | 9 agost | 9 agost | 10 agost | 11 agost | 11 agost |
| Prova ↓                                     | T         | T         | T         | T       | T       | T       | V       | V       | M       | V       | V       | M       | V       | V        | M        | V        |
| ------------------------------------------- | --------- | --------- | --------- | ------- | ------- | ------- | ------- | ------- | ------- | ------- | ------- | ------- | ------- | -------- | -------- | -------- |
| Trampolí de 3 m masculí                     |           |           |           |         |         |         |         | P       | ½       | F       |         |         |         |          |          |          |
| Plataforma de 10 m. masculina               |           |           |           |         |         |         |         |         |         |         |         |         |         | P        | ½        | F        |
| Trampolí de 3 m. sincronitzat masculí       |           |           |           | F       |         |         |         |         |         |         |         |         |         |          |          |          |
| Plataforma de 10 m. sincronitzada masculina |           | F         |           |         |         |         |         |         |         |         |         |         |         |          |          |          |
| Trampolí de 3 m. femení                     |           |           |           |         | P       | ½       | F       |         |         |         |         |         |         |          |          |          |
| Plataforma de 10 m. femenina                |           |           |           |         |         |         |         |         |         |         | P       | ½       | F       |          |          |          |
| Trampolí de 3 m. sincronitzat femení        | F         |           |           |         |         |         |         |         |         |         |         |         |         |          |          |          |
| Plataforma de 10 m. sincronitzada femenina  |           |           | F         |         |         |         |         |         |         |         |         |         |         |          |          |          |

## Resum de medalles

### Categoria masculina
| Prova                                     | Or                                       | Argent                                 | Bronze                                       |
| Trampolí de 3 m. detalls                  | Ilya Zakharov (RUS)                      | Qin Kai (CHN)                          | He Chong (CHN)                               |
| Plataforma de 10 m. detalls               | David Boudia (USA)                       | Qiu Bo (CHN)                           | Tom Daley (GBR)                              |
| Trampolí de 3 m. sincronitzat detalls     | R.P. de la XinaLuo Yutong · Qin Kai      | RússiaIlya Zakharov · Evgeny Kuznetsov | Estats UnitsTroy Dumais · Kristian Ipsen     |
| Plataforma de 10 m. sincronitzada detalls | R.P. de la Xina Cao Yuan · Zhang Yanquan | Mèxic Iván García · Germán Sánchez     | Estats Units David Boudia · Nicholas McCrory |

### Categoria femenina
| Prova                                     | Or                         | Argent                                              | Bronze                                   |
| Trampolí de 3 m. detalls                  | Wu Minxia (CHN)            | He Zi (CHN)                                         | Laura Sánchez (MEX)                      |
| Plataforma de 10 m. detalls               | Chen Ruolin (CHN)          | Brittany Broben (AUS)                               | Pandelela Rinong (MAS)                   |
| Trampolí de 3 m. sincronitzat detalls     | XinaZi He · Wu Minxia      | Estats UnitsKelci Bryant · Abigail Johnston         | CanadàJennifer Abel · Emilie Heymans     |
| Plataforma de 10 m. sincronitzada detalls | XinaRuolin Chen · Hao Wang | MèxicPaola Espinosa Sánchez · Alejandra Orozco Loza | CanadàMeaghan Benfeito · Roseline Filion |

## Medaller

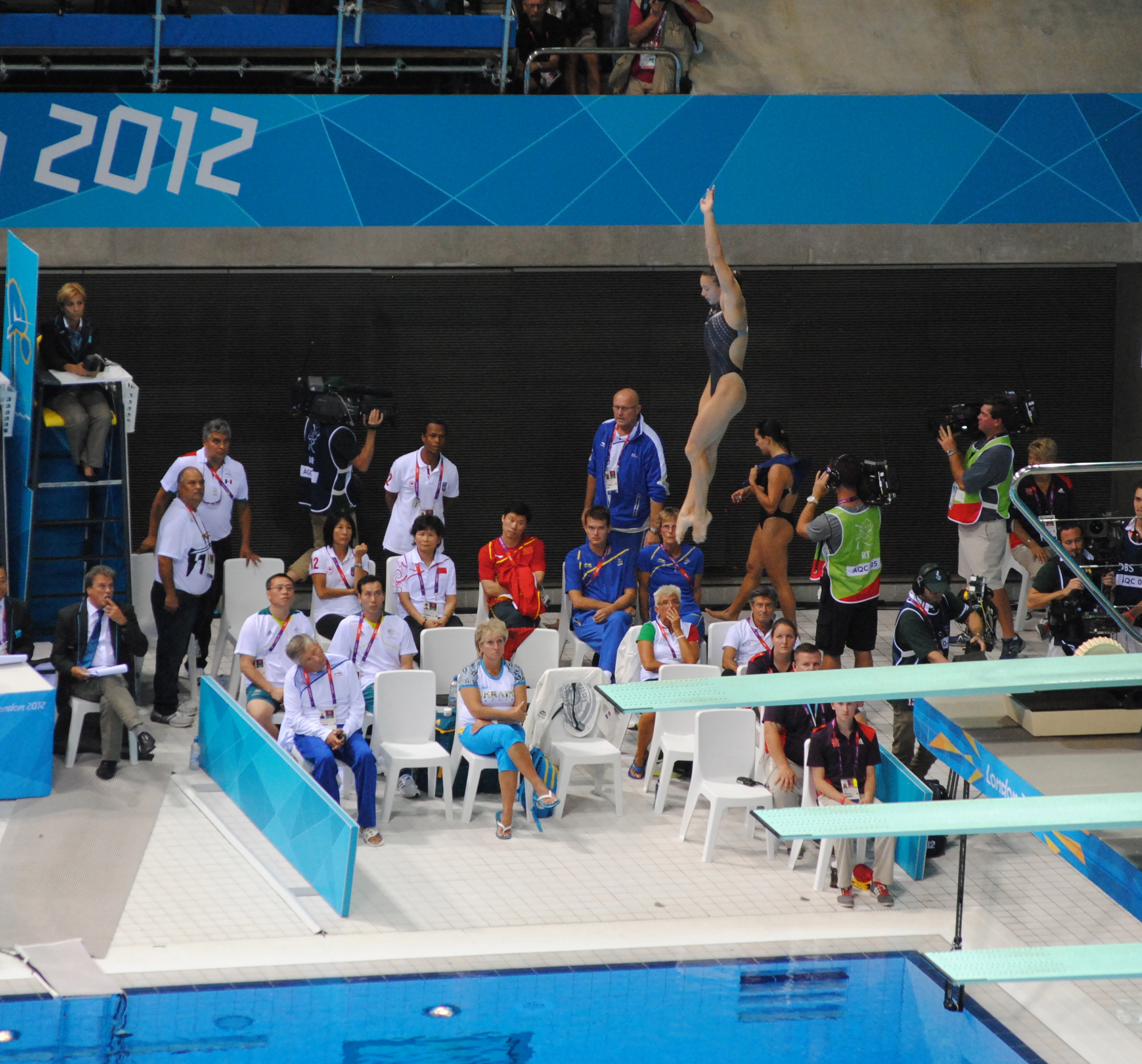
Competició femenina.

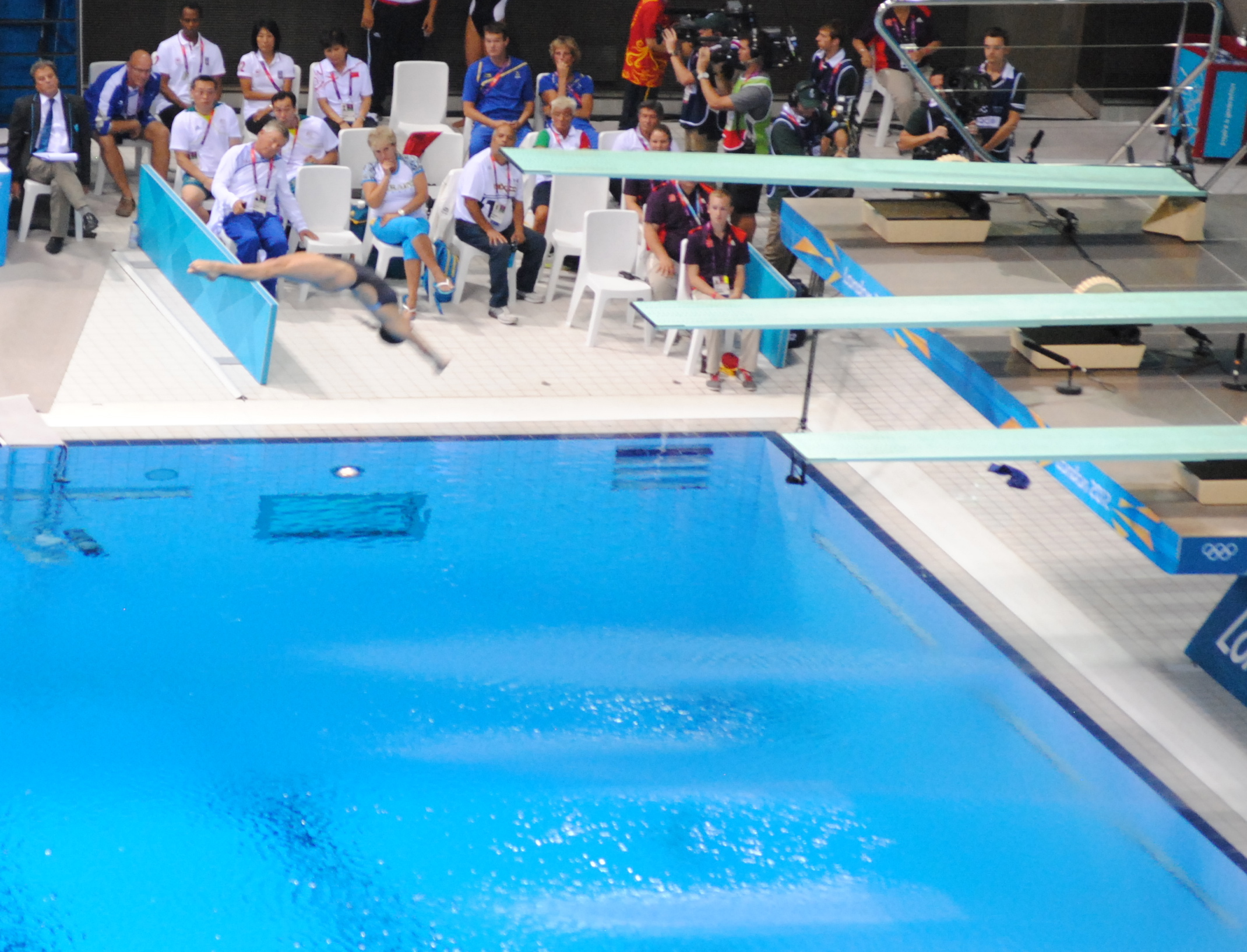
Competició femenina.

| Posició | País            | Or | Plata | Bronze | Total |
| 1       | R.P. de la Xina | 6  | 3     | 1      | 10    |
| 2       | Estats Units    | 1  | 1     | 2      | 4     |
| 3       | Rússia          | 1  | 1     | 0      | 2     |
| 4       | Mèxic           | 0  | 2     | 1      | 3     |
| 5       | Austràlia       | 0  | 1     | 0      | 1     |
| 6       | Canadà          | 0  | 0     | 2      | 2     |
| 7       | Malàisia        | 0  | 0     | 1      | 1     |
| 7       | Regne Unit      | 0  | 0     | 1      | 1     |
| Total   | Total           | 8  | 8     | 8      | 24    |